# Pożar w tunelu Salang (1982)
Pożar w tunelu Salang – pożar, do którego doszło 3 listopada 1982 roku podczas trwania radzieckiej interwencji w Afganistanie w tunelu Salang, w wyniku którego śmierć poniosło 176 osób (choć nieoficjalne dane mówią, że ofiar mogło być więcej), a kilkaset zostało rannych.

## Historia
Otwarty w 1964 roku tunel drogowy pod Hindukuszem stanowi strategiczną oś łączącą Kabul i południe Afganistanu z północą. Zanim powstał, transport musiał odbywać się ekstremalnie trudną do pokonania przełęczą Salang, położoną na wysokości 3400 metrów nad poziomem morza.

## Przebieg katastrofy
3 listopada 1982 roku w tunelu Salang miał miejsce najkrwawszy incydent w czasie całej wojny. Do dziś nie są jasne okoliczności pożaru z uwagi na utajnienie przed opinią publiczną przez władze ZSRR oficjalnych informacji na temat przebiegu i ofiar wypadku. Według oficjalnych raportów armii radzieckiej tego dnia doszło do zderzenia pojazdów dwóch konwojów wojskowych (2211 oraz 2212), co spowodowało czasowe zatamowanie ruchu drogowego w tunelu.
Według nieoficjalnej wersji w czasie przejazdu dwóch wojskowych konwojów (2211 oraz 2212) doszło do zderzenia cysterny z paliwem z innym pojazdem wojskowym z konwoju. W wyniku zderzenia cysterna wybuchła, wywołując kolejne wybuchy amunicji i paliwa w sąsiednich pojazdach. W tunelu uwięzione zostały dziesiątki pojazdów, w tym kilkadziesiąt ciężarówek z radzieckimi żołnierzami. Ponadto razem z konwojem przemieszczała się o wiele liczniejsza grupa afgańskich żołnierzy i cywilów. Ogień rozprzestrzeniał się błyskawicznie na kolejne pojazdy. Kilka dni wcześniej uległ awarii system wentylacyjny tunelu, co przyczyniło się do śmierci wielu osób zatrutych dymem i tlenkiem węgla. Żołnierze stacjonujący na obu końcach tunelu, sądząc, że eksplozja jest częścią większego ataku afgańskich bojowników, zablokowali wyjazdy czołgami, co uniemożliwiło sprawnym pojazdom opuszczenie tunelu.

## Ofiary
W wyniku pożaru zginęło 64 radzieckich żołnierzy oraz 112 Afgańczyków. Nigdy nie potwierdzone szacunki mówią, że ofiar było nawet 2700, gdzie ok. 700 to żołnierze radzieccy a 2 tys. afgańscy.
| Kraj       | Ofiary śmiertelne |
| ---------- | ----------------- |
| Afganistan | 112               |
| ZSRR       | 64                |
| Razem      | 176               |